# ATube Catcher
aTube Catcher es un software gestor de descargas de videos gratuito para Windows. Este programa es capaz de descargar videos de YouTube, Dailymotion, Vimeo, Myspace, Metacafe, Break, 123video, Video.yahoo, Facebook, entre otros. También es capaz de descargar videos de Twitter y TikTok.
Al ser un programa gratuito, los desarrolladores tienen un sistema de donación por PayPal.

## Características y funciones
Este programa permite, además de la descarga, la conversión a otros formatos distintos al webM a los formatos AVI, IPod Video Mpg-4 y PSP Sony Portable, VCD, SVCD, WMV, (Windows Media Video), MP4, entre otros, aunque también puede descargarlos sin conversión. aTubeCatcher detecta previamente y de forma automática la calidad del video disponible a descargar y le pregunta al usuario con que calidad desea descargarlos, e incluso puede descargar videos en alta definición, en formato MKV. También es capaz de configurar perfiles de formatos, guardarse en el programa y cargarse usando el formato apf.
Además también cuenta con conversor de video, grabador de pantalla y de voz. También posee un buscador y descargador de mp3, el cual se puede accede en la ventana emergente que aparece al iniciar el programa haciendo clic en el botón Music.
El programa es multilenguaje, a la versión 3.8.11.0 soportando el idioma español (idioma del desarrollador), catalán, checo, alemán, inglés, francés, gallego, italiano, polaco, portugués (de Brasil), eslovaco, turco entre otros. Asimismo, es capaz de detectar el idioma que está configurado Windows y el idioma que se muestra por defecto en el cuadro idioma cuando se abre el instalador es el que detecta en la máquina, y continúa con la instalación en este idioma.
Puede descargar archivos torrent.

## Programas extras
En el instalador también se da la posibilidad de instalar Music Search Mode Icon en el sistema.

## Nota
1. ↑  Este estándar empleado en las páginas Web que usan el estándar HTML5